# Heinold Fast
Heinold Fast (* 17. März 1929 in Emden; † 22. November 2015 ebenda) war ein mennonitischer Theologe und Geistlicher. Bekannt geworden ist er vor allem als Forscher und Autor auf dem Gebiet der reformatorischen Täuferbewegung und der mennonitischen Geschichte.

## Leben
Heinold Fast entstammte einer mennonitischen Familie, deren Vorfahren väterlicherseits in einer deutschen Mennonitenkolonie in der Ukraine ansässig waren. Er war das jüngste Kind des Volksschullehrers und Pastor Lic. theol. Abraham Fast und seiner Ehefrau Luise. Heinold Fasts Mutter war eine geborene Händiges und stammte aus einer Wormser Mennonitenfamilie. Im Sommer 1914 besuchten Abraham und Luise Fast ihre Angehörigen in Worms und erlebten dort den Ausbruch des Ersten Weltkriegs. Fasts Vater wurde als Ausländer für kurze Zeit interniert und bewarb sich nach seiner Freilassung auf die vakante Pastorenstelle der Mennonitengemeinde Emden, die er 1918 antrat. Zu seinen Aufgaben gehörte auch die Betreuung der Mennonitengemeinden in Leer, Norden und Gronau.
Seine Kindheit und Jugend verbrachte Heinold Fast zunächst in Emden. Durch die zahlreichen Bombenangriffe ab 1940 wurde die Emder Innenstadt und auch die Emder Mennonitenkirche total zerstört. Damit verlor die Familie ihre Dienstwohnung. Auch mehrere provisorische Wohnungen, die die Familie im Anschluss bewohnte, wurden Opfer der Bomben. In einem Lebensrückblick erzählte Heinold Fast, dass er als Heranwachsender sämtliche Emder Bunker kennengelernt habe. Schließlich wurde die Familie ins Emsland evakuiert. Dort verblieb sie, bis Mitglieder der Leeraner Mennonitengemeinde ihnen in ihrem Haus eine Wohnung anboten. So kam es, dass Fast in Leer den größten Teil seiner gymnasialen Ausbildung absolvierte. Nach dem Abitur entschied er sich für das Studium der Evangelischen Theologie. Sein Ausbildungsweg führte ihn zunächst an das mennonitische Bethel College in North Newton (Kansas / USA) und anschließend an die Universitäten in Göttingen und in Heidelberg. Hier schloss er 1957 sein Studium mit einer Dissertation zum Thema Heinrich Bullinger und die Täufer ab. Doktorvater war der Kirchengeschichtler Heinrich Bornkamm.
Nach seiner Promotion übernahm Heinold Fast das Pastorenamt seines Vaters, das er bis zum Eintritt in den Ruhestand innehatte. Neben der örtlichen Gemeindearbeit wirkte er über 25 Jahre in der Leitung der Vereinigung der Deutschen Mennonitengemeinden, an deren Entstehung er maßgeblich mitbeteiligt war. Insgesamt zwölf Jahre war er deren Vorsitzender. Auch auf internationaler Ebene war Heinold Fast tätig. Er war Mitglied der Christlichen Friedenskonferenz (CFK), an deren I. Allchristlicher Friedensversammlung er 1961 in Prag teilnahm. Von 1972 bis 1978 gehörte er zum Präsidium der Mennonitischen Weltkonferenz.
Ein weiterer Schwerpunkt seiner pastoralen Arbeit lag in der Betreuung mennonitischer Theologiestudenten, für die er u. a. jährliche Tagungen veranstaltete. Ehrenamtlich wirkte Heinold Fast viele Jahre als Leiter der bedeutenden evangelisch-reformierten Johannes a Lasco Bibliothek in Emden.
Nach 35 Dienstjahren ging er in den Ruhestand, den er in Ostfriesland verbrachte. Der Täuferforscher James M. Stayer zählte Heinold Fast zu den »gelehrten Pastoren«; diese seien seines Erachtens nur selten anzutreffen.

## Veröffentlichungen (Auswahl)
Weit über den Kreis seiner mennonitischen Gemeinschaft hinaus wurde Heinold Fast durch seine Forschungsarbeit auf dem Gebiet der frühen Täuferbewegung bekannt. Sein 1962 in Bremen erschienenes Buch Der linke Flügel der Reformation gilt in diesem Bereich als einführendes Standardwerk. Hier einige seiner Werke in Auswahl:
Täufergeschichte
- Quellen zur Geschichte der Täufer, Bd. 17: Briefe und Schriften oberdeutscher Täufer 1527 – 1555. Gütersloh 2007
- (Hrsg.) Quellen zur Geschichte der Täufer in der Schweiz, Bd. 2: Ostschweiz. Zürich 1973
- Hans Krüsis Büchlein über Glauben und Taufe. In: Zwingliana, Bd. XI, Heft 7, 1962
- Der linke Flügel der Reformation. Glaubenszeugnisse der Täufer, Spiritualisten, Schwärmer und Antitrinitarier (= Klassiker des Protestantismus, Bd. 4). Bremen, 1962
- Die Sonderstellung der Täufer in St. Gallen und Appenzell. In: Zwingliana, Bd. XI, Heft 4, 1960, Nr. 2
- Heinrich Bullinger und die Täufer. Ein Beitrag zur Historiographie und Theologie im 16. Jahrhundert (Dissertation). Weierhof (Pfalz), 1959
- Das Taufverständnis der stillen Täufer. In: Dieter Schellong: Warum Christen ihre Kinder nicht mehr taufen lassen. Mit Beiträgen von Markus Barth, Rüdiger Bremme, Heinold Fast, Jürgen Fangmeier, Wilhelm Wilkens (= antworten; 18). Frankfurt am Main 1969, S. 37–51

Mennonitische Geschichte
- Konfessionsprofil und Toleranz in Ostfriesland in mennonitischer Sicht 1795 – 1957. In: Jahrbuch der Gesellschaft für Niedersächsische Kirchengeschichte, Bd. 96 (1998), S. 89–96
- Die Mennoniten und die Gründung von Neustadtgödens. In: Mennonitische Geschichtsblätter, Bd. 52 (1995), S. 85–100
- Die Mennoniten. In: Evangelisches Kirchenlexikon, Bd. 3, 1990, S. 358–361
- Eine Stimme aus den historischen Friedenskirchen. In: Beiträge zu einer Friedenstheologie, Maxdorf 1982.
- Die Vereinigung der Deutschen Mennonitengemeinden 1886 – 1961. Weierhof (Pfalz), 1961
- Hutterische Brüder. In: Theologische Realenzyklopädie (TRE). Band 15, de Gruyter, Berlin / New York 1986, ISBN 3-11-008585-2, S. 752–756.

Sonstiges
- Und bist’s auch nicht. Wilhelmine Siefkes oder: ein Beitrag zum Volkstrauertag und zum Ewigkeitssonntag. In: Mennonitische Blätter, Hamburg, 1975